# Hong Kong City Hall

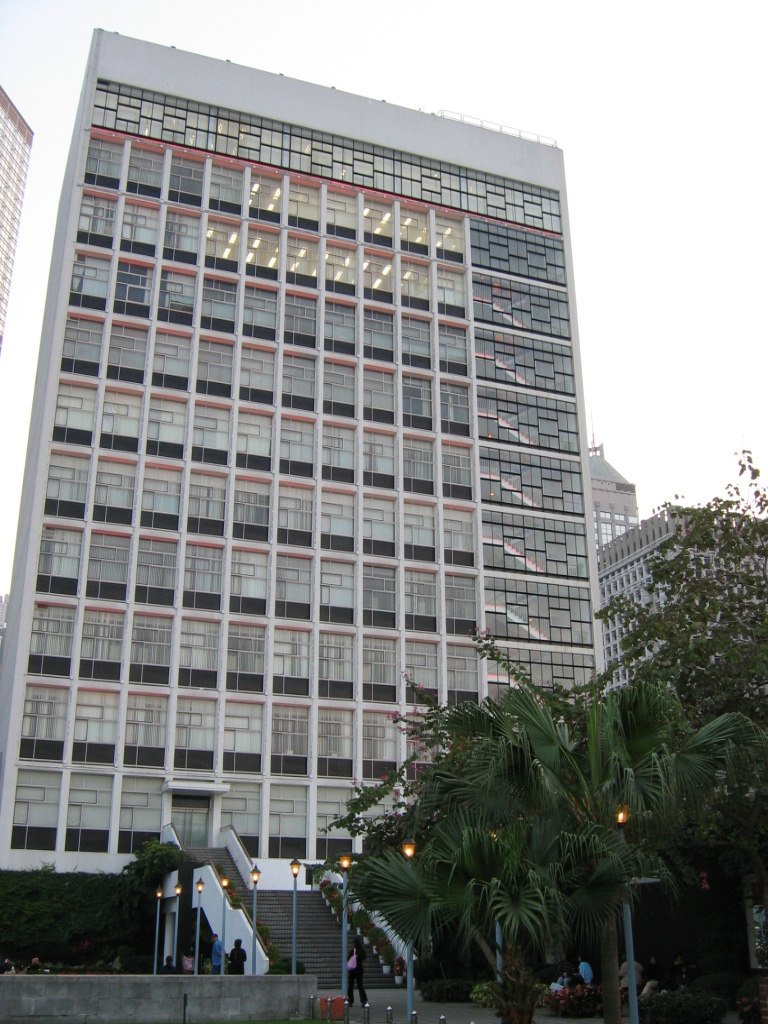
Hongkong City Hall, 2005

Die Hong Kong City Hall (chinesisch 香港大會堂 / 香港大会堂, Pinyin Xiānggǎng Dàhuìtáng, Jyutping Hoeng1gong2 Daai6wui6tong4) ist ein Gebäude am Edinburgh Place im Central District von Hong Kong Island in Hongkong. Seitdem sich Hongkong nicht mehr als Stadt sieht, existiert kein Stadtrat mehr. Deshalb befinden sich im Rathaus keine Räume der Stadtverwaltung. Stattdessen wird die Liegenschaft als Bibliothek und Veranstaltungskomplex benutzt. Die City Hall wird von der städtischen Freizeit- und Kulturabteilung betrieben. Der Stadtrat war dessen Vorgänger und tagte bis 1999 in dem Gebäude.

## Geschichte
Von 1869 bis 1933 existierte die erste City Hall am jetzigen Hauptquartier der Hongkong and Shanghai Banking Corporation. Ab 1866 wurde das Gebäude durch den französischen Architekten Maître Hermite auf öffentlichem Grund erbaut. Er orientierte sich am Renaissance-Stil und gestaltete im Inneren ein Theater, Museum, eine Bibliothek und einen Versammlungsraum. Dent & Co. finanzierte einen Brunnen vor dem Gebäude. Zur Einweihung reiste Herzog Alfred von Edinburgh und Sachsen-Coburg und Gotha, der Prinz von Großbritannien und Irland, persönlich an.
1933 wurde das Gelände von der Hongkonger Bank gekauft. 1947 wurde alles abgerissen, um das Bank of China Building zu errichten.
Der neue Komplex wurde 1962 für den Stadtrat fertiggestellt und vom Gouverneur Sir Robert Brown Black eröffnet. Seit 1956 beschäftigten sich die britischen Architekten Ron Phillips und Alan Fitch um die Gestaltung im Internationalen Stil. Es spielten vor allem Bewegungsfreiheit und Platz eine wichtige Rolle bei der Planung. Das Gebäude diente fortan als Ort für die Amtseinführung des Gouverneurs. Die Konzerthalle und das Theater sind wichtiger Bestandteil der Schönen Künste in Hongkong. So wurden das Hong Kong Festival, Hong Kong Arts Festival von 1973, Asian Arts Festival von 1976, Hong Kong International Film Festival von 1977 und die International Arts Carnival von 1982 hier veranstaltet.
Bis 1975 war die City Hall Sitz des Hong Kong Museum of History, bis 1991 des Hong Kong Museum of Art und bis 2001 der Hong Kong Central Library. Vor dem Gebäude befindet sich der City Hall Memorial Garden mit einem Schrein für die Opfer des Zweiten Weltkriegs. Insgesamt zwei Gebäude füllen den Komplex aus.